# Федеральне бюро розслідувань
Федеральне бюро розслідувань (ФБР) (англ. Federal Bureau of Investigation, FBI) — агентство Міністерства юстиції США, яке служить у ролі федерального кримінального слідчого органу і внутрішньої розвідки (контррозвідки). В юрисдикцію ФБР входять повноваження розслідувати діяльність з приводу більш ніж 200 категорій порушень і федеральних злочинів. Його девіз — бекронім англійської абревіатури ФБР: «Вірність, відвага, чесність» (FBI — «Fidelity, Bravery, Integrity»).
Штаб-квартира ФБР, будівля Едгара Гувера, розташована у Вашингтоні, округ Колумбія. П'ятдесят шість відділень розташовані у великих містах на всій території Сполучених Штатів, а також понад 400 місцевих установ у невеликих містах і селищах по всій країні. Понад 50 міжнародних офісів називаються «правовими аташе», які знаходяться в американських посольствах по всьому світу.

## Місії та пріоритети
У 2010-му фінансовому році мінімальний бюджет ФБР був приблизно $7,9 млрд, включаючи $618 мільйонів у програмі збільшення боротьби з тероризмом і спостереження, боротьби з кіберзлочинністю, корупцією і навчальною програмою.
ФБР було засновано в 1908 році як Бюро розслідувань (БР; англ. Bureau of Investigation, (BOI)). Його назва була змінена на Федеральне бюро розслідувань (ФБР) в 1935 році.
Основна мета ФБР в тому, щоб охороняти і захищати Сполучені Штати, підтримувати і застосовувати кримінальні закони Сполучених Штатів і забезпечувати керівництво і послуги кримінального правосуддя для федеральних, державних, муніципальних та міжнародних агентств і партнерів.
Зараз топ-пріоритети ФБР наступні:
- Захист Сполучених Штатів від терористичних атак (див. Боротьба з тероризмом);
- Захист Сполучених Штатів від операцій іноземних розвідок і шпигунства (див. Контррозвідка);
- Захист Сполучених Штатів від кібератак і високотехнологічних злочинів (див. Кібервійна);
- Боротьба громадськості з корупцією на всіх рівнях;
- Захист цивільних прав;
- Боротьба з транснаціональними/національними злочинними організаціями та підприємствами (див. Організована злочинність);
- Боротьба зі значними насильницькими злочинами;
- Підтримка федеральних, державних, місцевих і міжнародних партнерів;
- Оновлення технології успішного виконання місії ФБР.

У серпні 2007 року кримінальними справами верхньої категорії, пов'язаними з розслідуванням ФБР, були:
- Пограбування банку і випадкові злочини (107 справ);
- Наркотики (104 справи);
- Замах і змова (81 справа);
- Матеріали, пов'язані з сексуальною експлуатацією неповнолітніх (53 справи);
- Шахрайство (51 справа);
- Фінансове шахрайство (31 справа);
- Заборона незаконного грального бізнесу (22 справи);
- Шахрайство на радіо чи телебаченні (20 справ);
- Пограбування та вимагання, які впливають на торгівлю між штатами (17 справ);
- Рекет впливом, корумповані організації, заборонені види діяльності (17 справ).

## Юридичні повноваження
Мандат ФБР встановлюється в розділі 28 Кодексу США (US Code), розділ 533, який дозволяє генеральному прокурору «призначати посадових осіб для виявлення … злочинів проти Сполучених Штатів». Інші федеральні закони дають ФБР повноваженнями і відповідальність для розслідування конкретних злочинів.

## Керівництво
Бюро розслідувань США:
- Стенлі Фінч (26.07.1908 — 30.04.1912)
- Александр Бьєласкі (30.04.1912 — 10.02.1919)
- Вільям Аллен (10.02.1919 — 30.06.1919)
- Вільям Флінн (1.07.1919 — 21.08.1921)
- Вільям Бернс (22.08.1921 — 14.06.1924)
- Джон Едгар Гувер (10.05.1924—1935)

Федеральне бюро розслідувань США:
- Джон Едгар Гувер (1935 — 2.05.1972)
- Луїс Патрик Грей III (3.05.1972 — 27.04.1973)
- Вільям Ракельхаус (30.04.1973 — 9.07.1973)
- Кларенс Келлі (9.07.1973 — 15.02.1978)
- Джеймс Адамс (15.02.1978 — 23.02.1978)
- Вільям Вебстер (23.02.1978 — 25.05.1987)
- Джон Отто (26.05.1987 — 2.11.1987)
- Вільям С. Сешшнс (2.11.1987 — 19.07.1993)
- Флойд І. Кларк (19.07.1993 — 1.09.1993)
- Луї Дж. Фрі (1.09.1993 — 25.06.2001)
- Томас Дж. Піккард (25.06.2001 — 4.09.2001)
- Роберт Мюллер (4.09.2001 — 4.09.2013)
- Джеймс Комі (4.09.2013 — 9.05.2017)
- Ендрю Маккейб (9.05.2017 —2.08.2017) в.о.
- Крістофер Рей (2.08.2017 —19.01.2025)
- Каш Патель (20.02.2025 —)

## Чисельний склад
ФБР має близько 17000 спеціальних агентів і понад 16400 співробітників, що здійснюють спеціальні функції підтримки: професійні, адміністративні, технічні, канцелярські (clerical), виробничі (craft), торгові, або підтримка операцій. Близько 9800 співробітників призначені у Штаб Квартири ФБР (FBIHQ) і приблизно 18000 працівників на місцях.
ФБР складається з декількох відділів, найбільший з них — Кримінальний Слідчий Відділ (CID — Criminal Investigations Division), має власний ядерний реактор для нейтронного аналізу. Інші відділи мають винятково адміністративні функції, що відносяться до організації внутрішніх питань: кадрові, фінансові, управлінські і таке ін.

## Відділи
ФБР складається з 15 відділів
- Офіс з питань повноправного працевлаштування (Office of EEO affairs).
- Офіс генерального юрисконсульта (OGC).
- Офіс професійної дисципліни (OPR).
- Офіс суспільних відносин і у зв'язках з конгресом (OPCA).
- Відділ з адміністративного сервісу (ASD).
- Відділ з контр-терроризму.
- Кримінальний слідчий відділ (CID).
- Інформаційний кримінальний відділ юстиції (CJIS).
- Фінансовий відділ.
- Відділ інформаційних джерел (IRD).
- Інспекційний відділ.
- Сервісний слідчий відділ (ISD).
- Лабораторний відділ.
- Відділ національної безпеки (відділ контррозвідки).
- Відділ підготовки.

## Історія
1908 року генеральний прокурор Сполучених Штатів Чарльз Дж. Бонапарт створив Бюро розслідувань при Міністерстві юстиції, оскільки потреба в федеральному слідчому органі давно назріла. 1924 року генеральний прокурор Гарлан Фіск Стоун (згодом він став головним суддею Сполучених Штатів) реорганізував бюро і призначив Джона Едгара Гувера його директором. Гувер відповідав за зростання і професіоналізм бюро в 1920-х і 30-х роках.
1932 року за вказівкою Гувера бюро почало випускати національний бюлетень «Втікачі, розшукувані поліцією», 1950 року в бюлетень увійшов список «Десять найбільш розшукуваних осіб». Того ж року бюро заснувало технічну лабораторію, яка базується в Квантіко, штат Вірджинія, для проведення криміналістичного аналізу почерку, відбитків пальців, вогнепальної зброї та інших джерел інформації, що мають відношення до кримінального розслідування. (Комплексна автоматизована система ідентифікації відбитків пальців, створена бюро в 1999 році, дозволяє правоохоронним органам зберігати і обмінюватися оцифрованими відбитками пальців).
1935 року Гувер заснував національну академію для навчання спеціальних агентів. Незважаючи на вражаючі успіхи бюро під його керівництвом, Гувера іноді критикували за надмірну старанність і переслідування осіб, яких він вважав радикальними або підривними.
Бюро розслідувань було перейменовано в Бюро розслідувань США 1932 року, свою нинішню назву воно отримало 1935 року. Під час Другої світової війни ФБР відповідало за розшук військових дезертирів, осіб, які ухиляються від призову і збір розвідданих. Після війни бюро зосередилося на розслідуванні реальної і передбачуваної комуністичної діяльності в Сполучених Штатах. Протягом 1950-х і 60-х років бюро використовувало приховані засоби, щоб перервати діяльність груп, які воно вважало підривними, і дискредитувати їх лідерів; операції, відомі як COINTELPRO (програми контррозвідки), були офіційно припинені 1971 року.
1964 року слідча юрисдикція ФБР була значно розширена завдяки прийняттю Закону про громадянські права, який забороняв расову та інші форми дискримінації в сфері зайнятості, освіти, голосування, використання громадських приміщень та інших областях. Протягом того ж періоду зростаюче розуміння громадськістю існування великих злочинних синдикатів стимулювало федеральне кримінальне законодавство проти рекету і азартних ігор. Ці закони також збільшили слідчі обов'язки бюро. У 1967 році ФБР створило Національний інформаційний центр по злочинності, який необхідний для надання допомоги правоохоронним органам як федерального, так і нижнього рівня, а також для координації їх діяльності.
У 1970-х роках ФБР оновило свої програми з відбору та навчання спеціальних агентів та інших посадових осіб. Воно також встановило керівні принципи для забезпечення того, щоб її розслідування не порушували конституційні права громадян США. У 1980-і роки бюро приділяло велику увагу міжнародному обігу наркотиків і злочинів білих комірців. Починаючи з 1990-х років вона прийняла програми по боротьбі з кіберзлочинністю, яка різко зросла з розвитком Інтернету і розширенням електронної торгівлі. Тероризм також став головною проблемою, особливо після нападів на Всесвітній торговий центр (1993) та проти американських об'єктів за кордоном.
У відповідь на теракти 11 вересня 2001 року Бюро переглянуло свою політику і структуру та виділило додаткові ресурси для боротьби з тероризмом. Його повноваження зі спостереження за громадянами США та іноземними громадянами були значно розширені Законом США «ПАТРІОТ». 2003 року ФБР створило розвідувальне управління для управління діяльністю зі збору розвідувальних даних і координації своїх зусиль з Центральним розвідувальним управлінням (ЦРУ).